# Max Fickenwirth
Moritz Max Fickenwirth (* 28. Oktober 1868 in Lengenfeld (Vogtland); † 24. Juni 1938 in Dresden) war ein deutscher Turner und Direktor der sächsischen Turnlehrerbildungsanstalt. Er trug die Titel Landesturndirektor und Professor.

## Leben und Wirken
Fickenwirt stammte aus dem sächsischen Vogtland. Nach dem Schulbesuch schlug er eine Lehrerausbildung ein. An der 1850 gegründeten Königlichen Turnlehrer-Bildungsanstalt in Dresden wurde er Assistent des Direktors Woldemar Bier und war an der Turnlehrerausbildung im Königreich Sachsen und dem daraus hervorgegangenen Freistaat Sachsen maßgeblich beteiligt. 1892 wechselte er als Turnwart an das Friedrichstädter Seminar. Am 1. April 1921 wurde er Leiter der Sächsischen Turnlehrerbildungsanstalt.
Er war auch Leiter der turnerischen Abteilung des PPS der Technischen Hochschule Dresden.
Nach der Bildung des Gauführerringes des Gaues 5, DT, wurde Fickenwirth 1933 zum Ehrenkreisvertreter ernannt.
1938 starb er mit 69 Jahren und wurde auf dem Johannisfriedhof in Dresden beigesetzt.

## Schriften
- Mädchen- und Frauenturnen. Eine Sammlung von Übungsbeispielen. Dresden o. J.
- Abriß der Entwicklungsgeschichte des Mädchenturnens in Deutschland, mit besonderer Berücksichtigung des Königreichs Sachsen. In: Monatsschrift für das Turnwesen mit besonderer Berücksichtigung des Schulturnens, der Turnspiele und verwandter Übungen 23 (1904), S. 103–108.
- Ein Dankes- und Liebeszoll der Turner Sachsens. In: Der Turner aus Sachsen 14 (1908), S. 858–859.
- Festbuch. 15. Deutscher Turntag, Dresden, 26. bis 29. Juli 1911. Dresden 1911.
- Mädchen- und Frauenturnen 1. Aus dem Gebiete der Frei- und Handgeräteübungen und des Reigentanzes nebst methodischen Anweisungen. 4. überarb. Aufl., Protze, Dresden 1920.